# 8º Reggimento bersaglieri
L'8º Reggimento Bersaglieri è un'unità dell'esercito italiano di stanza a Caserta e fa parte della Brigata bersaglieri "Garibaldi". Il suo motto è «Velox ad Impetum» (in italiano: "pronto all'assalto!").

## Storia
L'8º Reggimento Bersaglieri venne costituito il 1º gennaio 1871, in quattro battaglioni provenienti dal 3º Reggimento bersaglieri, dei quali ereditava le tradizioni e le relative ricompense alla bandiera di guerra che già contava tre Medaglie di bronzo al valor militare per la loro partecipazione alle campagne risorgimentali. Il III e il V Battaglione bersaglieri erano stati costituiti nel 1848 e nel corso della prima guerra di indipendenza vennero decorati con medaglia di bronzo al valor militare, per essersi distinti nella battaglia di Novara la 9ª compagnia del III battaglione e il V battaglione. Successivamente nel corso della seconda guerra di indipendenza la 9ª compagnia del III battaglione venne decorata di un'altra medaglia di bronzo al valor militare.
Il XII Battaglione bersaglieri prese parte alla campagna contro il Regno delle Due Sicilie partecipando all'assedio di Gaeta e successivamente alla presa di Roma.
Dopo la proclamazione del Regno d'Italia avvenuta il 17 marzo 1861 vennero costituiti il 31 dicembre 1861 sei reggimenti bersaglieri articolati ciascuno su sei battaglioni, per un totale appunto di trentasei battaglioni. L'anno successivo i battaglioni aumentarono a 40, inquadrati però solo su cinque reggimenti, con otto battaglioni per reggimento.
Dopo il 1870 il Regio Esercito venne riordinato su dieci corpi d'armata e il corpo dei bersaglieri riordinato su dieci reggimenti di quattro battaglioni, uno per corpo d'armata e venne soppressa la numerazione dei battaglioni, sostituita dalla progressione numerica da I a IV per ogni battaglione.
Nel 1886, nel cinquantesimo anniversario della fondazione del corpo Umberto I restituì ai battaglioni la vecchia numerazione che era stata modificata negli anni settanta.
Tra la fine del XIX secolo e l'inizio del XX secolo il reggimento ha fornito personale per la campagna d'Eritrea e per la guerra d'Abissinia del 1895 - 96 per il Contingente Internazionale a Candia nel 1897-98 dove venne inviato il XII Battaglione e per il Corpo di spedizione italiano in Cina nel 1900 - 1901 di cui fece parte un battaglione di bersaglieri su quattro compagnie provenienti dal 2°, 4°, 5° e 8º Reggimento.
Il reggimento ha prestato soccorso alle popolazioni di Calabria e Sicilia colpite dal disastroso terremoto del 1908 e per l'opera prestata la sua bandiera venne decorata di Medaglia d'Argento di Benemerenza. Dal 24 settembre 1908 vi fece parte il Sottotenente Aurelio Liotta, futuro pioniere dell'aviazione.
Nel 1910 venne stabilito la costituzione di 12 battaglioni bersaglieri ciclisti, uno per reggimento, riducendo di una compagnia gli altri reparti e all'8 Reggimento bersaglieri, costituito da III, V e XII battaglione, venne aggiunto l'VIII Battaglione bersaglieri ciclisti.
Tra il 1911 e il 1912 prese parte alla guerra italo-turca che portò alla conquista della Libia, guadagnandosi una Medaglia di Bronzo al Valor Militare.

### Prima guerra mondiale
Il 24 maggio 1915, giorno dell'entrata in guerra dell'Italia nel primo conflitto mondiale, il reggimento, che aveva la sua sede in tempo di pace a Verona, dopo aver costituito un nuovo battaglione, il XXXVIII, in sostituzione del III Battaglione, dislocato il Libia, era schierato sui Monti Lessini, con i suoi battaglioni V, XII e XXXVIII, dove si trovava fin dai primi giorni del mese di aprile.
L'VIII Battaglione ciclisti, che aveva lasciato Verona sin dai primi giorni dell'anno per concentrarsi con altri della sua specialità nei pressi di Udine, il 24 maggio, all'aprirsi delle ostilità, compì il primo sbalzo offensivo nella pianura friulana oltre il confine, procedendo all'occupazione di Visco, dopo aver fatto tappa a Tapogliano, la sera del 28 maggio raggiunse Romans, unitamente al Reggimento "Lancieri di Novara" ed all'XI Battaglione ciclisti. Le sue pattuglie, spintesi sulle rive dell'Isonzo ne tentarono il passaggio ma, accolte da violentissime scariche di fucileria, furono costrette a ritirarsi.
Il battaglione ciclisti si distinse particolarmente nell'attacco al Monte San Michele tra il 18 e il 21 luglio 1915.
La sera del 18 luglio, avendo ripreso la 3ª Armata le operazioni per l'occupazione dell'altopiano Carsico, ad azione iniziata, l'VIII e l'XI battaglione ciclisti lasciarono Romans, passando sulla sinistra dell'Isonzo, accompagnando dapprima i numerosi prigionieri nelle retrovie, poi, devoluto tale incarico ad altri riparti, il giorno seguente, messi entrambi a disposizione del settore di sinistra per rinvigorirne l'azione tendente a proseguire la iniziata conquista del Monte San Michele, mentre le truppe dei settori di centro e di destra svolgevano la loro azione, i due battaglioni bersaglieri seguivano, pronti ad intervenire. Il movimento era però talmente ostacolato dal fuoco di artiglieria, mitragliatrici e fucileria proveniente dal Monte San Michele, che, verso sera le truppe furono costrette a ripiegare sulle posizioni di partenza. L'VIII battaglione era sul poggio di q. 170 e sulle sue pendici sino all'Isonzo, fronteggiando le provenienze da Peteano. Durante la notte, i reparti dei settori, dove era stato possibile realizzare progressi, si rafforzarono sulle
posizioni conquistate e due violenti contrattacchi vengono respinti. Il 20 luglio in pieno giorno le fanterie ripresero l'avanzata abbattendo ogni ostacolo e l'VIII battaglione ciclisti, seguendo l'XI ciclisti, conquistò a sua volta, alla baionetta, formidabili trinceramenti.
Dopo quattro ore di combattimento asprissimo e di violenti corpo a corpo, le truppe più avanzate giunsero sulla dorsale del Monte San Michele. Fra esse l'VIII Battaglione bersaglieri ciclisti, che ha seguito a poca distanza l'eroico XI Battaglione ciclisti nel porre piede sulla contrastata altura. All'alba del giorno seguente però, il nemico, con rinforzi giunti da Gorizia, sferrò un attacco violentissimo, mentre batterie di ogni calibro eseguivano fuoco tambureggiante sulle linee italiane. Vinta la resistenza delle compagnie del 10º Reggimento fanteria lo sforzo venne rivolto impetuoso contro i due battaglioni bersaglieri, i cui rincalzi portati alla
riconquista del "Mamelon" perduto lo ripresero con sbalzo fulmineo. Il loro contegno permisee alle altre truppe di ripiegare ordinatamente, ma nuove colonne nemiche accorsero e, dopo una durissima lotta, i pochi superstiti circondati ed isolati furono costretti a retrocedere. La bandiera dell'VIII Battaglione ciclisti nell'occasione venne decorata con la medaglia di bronzo che premiava premia l'olocausto di numerose vite: 11 ufficiali e 270 uomini di truppa. Fra i dispersi l'irredentista dalmata Francesco Rismondo. Prima dell'imbrunire del 21 luglio i resti dell'VIII e dell'XI ciclisti ripassarono l'Isonzo per trasferirsi a Romans. Nel corso del 1916 fino ai primi di agosto il battaglione, passando da una grande unità all'altra, trascorse frequenti turni di trincea
sul Monte Sei Busi, alle Cave di Selz, alla Trincea delle Frasche alternati con turni di riposo, per poi prendere parte a metà di agosto alla presa di Gorizia.
Nel corso del conflitto il resto dell'8º Reggimento si distinse battendosi nel Cadore in sanguinosi combattimenti e nella mirabile difesa del Piave, sbarrando con gravi sacrifici di sangue, il passo al nemico, meritando la medaglia d'argento al valor militare alla bandiera. A partire da giugno 1918 e fino alla fine del conflitto l'8º Reggimento bersaglieri venne inquadrato nella VI Brigata bersaglieri, comandata dal colonnello brigadiere Giovanni Dho.
Il III Battaglione bersaglieri, dislocato in Cirenaica, non ha avuto occasione di partecipare a fatti d'arme di grande rilievo. Il 28 maggio 1918, unitosi a Tobruch ad altre truppe metropolitane, venne imbarcato per il rimpatrio sul piroscafo Taormina. Giunto in Italia, dopo breve periodo di permanenza presso il deposito in Verona è stato assegnato, il 29 giugno, al IV gruppo della 2ª Divisione d'assalto.
Nel corso del conflitto alla guida del reggimento si sono avvicendati i seguenti comandanti:
- Colonnello Vero Vilmant, dal 25 agosto al 14 novembre 1915;[2]
- Colonnello Augusto Rigault de la Longrais, dal 15 novembre 1915 al 1º marzo 1917 (già comandante con il grado di Maggiore del XXXVIII Battaglione bersaglieri dal 24 maggio 1915 al 15 novembre 1915);
- Colonnello Roberto Bertolotti, dal 2 marzo al 24 dicembre 1917;
- Colonnello Alessandro Pirzio Biroli, dal 25 dicembre 1917 al 15 luglio 1918;
- Colonnello Ugo Conti, dal 16 luglio 1918 al termine della guerra (decorato con l'Ordine militare di Savoia.

Nel corso del conflitto alla guida dell'VIII Battaglione bersaglieri ciclisti si sono avvicendati i seguenti comandanti:
- Maggiore Andrea Battinelli dal 24 maggio 1915 al 21 luglio 1915 (ferito);[2]
- Maggiore Filippo Zamboni dal 22 luglio 1915 al	25 agosto 1917;
- Capitano Gastone Garroni dal 26 agosto 1917 al 23 ottobre 1917;
- Maggiore Attilio Bondurri dal 24 ottobre 1917 al 12 maggio 1918;
- Maggiore Bruno	Giaccone dal 15 maggio 1918 al termine della guerra.

Nel corso del conflitto alla guida del III Battaglione bersaglieri si sono avvicendati i seguenti comandanti:			
- Tenente colonnello	Eutichiano Ferraccioli dal 24 maggio 1915 al 18 marzo 1916;[2]
- Maggiore Ferruccio Oggioni dal 19 marzo 1916 al 24 settembre 1916;
- Maggiore Marco	Morozzo della Rocca dal 25 settembre 1916 al 19 giugno 1917;
- Maggiore Ettore Spernazzati dal 20 giugno 1917	al 30 marzo 1918;
- Maggiore Filippo Brogliato dal 31 marzo 1918 al termine della guerra.

Terminata la guerra, con le rivendicazioni italiane che non erano state soddisfatte, all'impresa di Fiume presero parte alcuni reparti di bersaglieri, tra cui l'VIII Battaglione bersaglieri ciclisti.

### Periodo tra le due guerre
Al termine della prima guerra mondiale, per effetto della circolare ministeriale nº 3.760 del 7 luglio 1924 l'intero reggimento venne trasformato in ciclisti e con il battaglione quadro soppresso e dal 1924 al 1936 ha operato come Reggimento Ciclisti. L'11 marzo 1926, con la legge nº 396 sul riordinamento del Regio Esercito, il Reggimento viene costituito su Comando, Deposito e due Battaglioni, il III e V battaglione. Il 15 aprile 1935 venne ricostituito il XII battaglione e un mese dopo venne formato l'autoreparto reggimentale. Il 31 maggio 1935, con dispaccio ministeriale nº 6623 del 27 maggio 1935, fu ricostituita la 13ª compagnia del III battaglione, e la compagnia motomitraglieri assunse la denominazione di "Compagnia Motociclisti". Il 1º giugno 1937, per effetto della Circolare Ministeriale nº 30710 del 14 maggio 1937 il XII battaglione venne posto in posizione quadro. Il 1º luglio, la 18ª compagnia del III battaglione fu trasformata in compagnia motomitraglieri. Il 5 luglio, venne costituita, sulla base della precedente circolare e delle circolari nº 14.440 del 2 luglio 1937, la compagnia Cannoni da 47/32 per Divisione celere. Inquadrato nel 1937 nella Brigata Celere "Principe Amedeo Duca d'Aosta" il reggimento è passato nel 1938 alle dipendenze della II Brigata Corazzata che dal 1º febbraio 1939 venne trasformata nella 132ª Divisione corazzata "Ariete", in seno alla quale nel 1939 prese parte all'occupazione dell'Albania.

### Seconda guerra mondiale
Il 10 giugno 1940, giorno dell'entrata in guerra dell'Italia nel secondo conflitto mondiale, il Reggimento, inquadrato nella Divisione corazzata "Ariete", era articolato su un Comando, un plotone comando Reggimentale, III, V e XII Battaglione bersaglieri e compagnia cannoni da 47/32. Con questa configurazione organica il Reggimento venne dislocato sul fronte occidentale.
Dopo l'armistizio con la Francia il 24 gennaio 1941, il Reggimento venne trasportato in Africa settentrionale sbarcando a Tripoli. L'8 aprile, il Reggimento partecipò ai fatti d'arma di El Mechili e Acroma, in Libia, catturando 2.000 prigionieri e 500 dispersi. Il 15 aprile, il Reggimento occupò Bardia, raggiungendo poi il Passo di Halfaya. 15 maggio, a Tobruch si scatenò una violenta controffensiva inglese, concepita dal comandante in capo Archibald Wavell, che aveva come scopo quello di scacciare le forze dall'asse dell'area di Sollum, Forte Capuzzo e Bardia; nella battaglia della Marmarica l'8º Reggimento bersaglieri combatté a Sidi Omar, El Gaza, Sidi Rezegh, Trigh Capuzzo, Bir el Gobi, El Adem, Agedabia, El Agheila. Il 18 novembre le forze dell'Asse furono costrette a fronteggiare la seconda controffensiva inglese alla quale il 21 gennaio 1942, il generale Rommel, comandante del Panzergruppe Afrika rispose lanciando una controffensiva dell'Asse, nel corso della quale il 29 gennaio l'8º Reggimento bersaglieri fu il primo reparto a entrare a Bengasi. Il 28 maggio l'8º Reggimento bersaglieri nel corso della Battaglia di Ain el-Gazala si distinse negli assalti a El Cherma e dal 5 al 20 giugno, nella conquista di Dahar El Aslagh e dei fortini intorno a Tobruk. Nel mese di luglio l'8º Reggimento bersaglieri inseguì la forza avversaria fino a El Alamein. Il 30 agosto, le stesse forze furono impegnate nel contrattacco a El Mirair. Dal 23 ottobre l'8º Reggimento bersaglieri, nella seconda battaglia di El Alamein, venne schierato nella depressione di El Qattara, dove condusse diversi contrattacchi prima del sofferto ripiegamento. Il 1º dicembre, il Reggimento venne ricostituito con il X, XII e LVII battaglione, con i quali ripiego in Libia e assegnato alla 136ª Divisione corazzata "Giovani Fascisti".
Dopo la ritirata dalla Libia e l'inizio della campagna di Tunisia, il reggimento respinse i furiosi attacchi inglesi alla linea del Mareth durante sette giorni di estenuanti lotte e partecipò alla resistenza durante l'ultima battaglia di Enfidaville. Il 13 maggio 1943, a quota 141, presso Enfidaville, solo per ordine superiore, il colonnello Gian Claudio Gherardini, ultimo suo comandante nella campagna in Africa settentrionale, passò al reparto, nuovamente decimato, l'ordine di cessare ogni resistenza. Era l'ultimo giorno di guerra in Africa per le forze italiane. Durante la campagna in Africa settentrionale la bandiera dell'8º Reggimento bersaglieri venne decorata di due Medaglie d'oro al valor militare.
Il 15 luglio 1943 il reggimento venne ricostituito a Verona dove cessò di esistere il 9 settembre 1943 a seguito delle vicende successive all'armistizio. Il Comando, la compagnia motociclisti e il V battaglione di stanza a Rovereto, rifiutarono la richiesta di resa dei tedeschi e furono sopraffatti dalle preponderanti forze avversarie, lasciando sul terreno un ufficiale e 15 uomini.
Nel corso del secondo conflitto mondiale alla guida del reggimento si sono avvicendati i seguenti comandanti:
- Colonnello Giorgio Bonansea[4]
- Colonnello Ugo Montemurro
- Tenente colonnello Umberto Gentile (ad interim)
- Colonnello Gian Claudio Gherardini
- Colonnello Umberto Bordoni

Dai resti dell'8º Reggimento, sotto la Repubblica Sociale Italiana, venne costituito l'8º Reggimento bersaglieri "La Marmora", composto di tre battaglioni "Mussolini", "Manara" e "Mameli", che venne inviato nella Operationszone Adriatisches Küstenland, annessa al Terzo Reich, a combattere il IX Corpus dell'Esercito popolare di liberazione della Jugoslavia, dove centinaia di bersaglieri vennero trucidati o infoibati.

### La ricostituzione nel dopoguerra
Nel dopoguerra l'8º Reggimento bersaglieri fu ricostituito il 15 settembre del 1949, ordinato su due battaglioni bersaglieri, il III e il V battaglione, equipaggiati con semicingolati M2 Half-track, più compagnia comando reggimentale e compagnia cannoni controcarro, ed inquadrato nella Brigata corazzata "Ariete" a Pordenone. Nel 1952 ai due battaglioni si aggiunse il XII Battaglione, anche questo equipaggiato con semicingolati M2 Half-track ed una compagnia controcarri e l'Ariete venne elevata al rango di Divisione.
Il 26 ottobre 1954, il V battaglione dell'8º Reggimento bersaglieri con in testa la Fanfara reggimentale e dal Gruppo Bandiera di guerra, è entrato per primo a Trieste finalmente restituita alla Patria. 60 anni dopo, esattamente il 26 ottobre 2014, con una solenne cerimonia, è stata conferita al Reggimento la cittadinanza onoraria della Città di Trieste (TS).
Nel 1963 la Divisione corazzata "Ariete" assume l'organico delle Grandi Unità corazzate dell'Alleanza Atlantica, articolandosi su una Brigata meccanizzata, due Brigate corazzate ed una Brigata di artiglieria e l'8º Reggimento bersaglieri, inquadrato nella I Brigata meccanizzata di Pordenone, venne articolato su due battaglione bersaglieri, il III e il XII Battaglione bersaglieri, entrambi equipaggiati con veicoli trasporto truppe M113 e un battaglione carri, il VII Battaglione, equipaggiato con carri medi M47, più compagnia comando reggimentale e compagnia cannoni controcarro.
Nell'ottobre 1963 i bersaglieri dell'8º Reggimento si sono distinti nelle operazioni di soccorso alla popolazione di Longarone, colpita dal disastro del Vajont, facendo guadagnare alla bandiera reggimentale la medaglia d'argento al valor civile.
L'articolazione del reggimento rimase invariata anche dopo che l'organizzazione della Divisione "Ariete" nel 1968 venne abbandonata per riprendere l'organico basato su Reparto Comando, 32º e 132º Reggimento carri, 8º Reggimento bersaglieri e 132º Reggimento artiglieria corazzata, oltre ai supporti divisionali, tra cui il XIX Gruppo squadroni esplorante "Cavalleggeri Guide".

### 3º Battaglione bersaglieri "Cernaia"
In seguito al riordinamento dell'Esercito Italiano del 1975, che aboliva il livello reggimentale, il 31 ottobre 1975 l'8º Reggimento bersaglieri venne sciolto dando vita al Comando 8ª Brigata meccanizzata "Garibaldi" e ai suoi battaglioni: 3º Battaglione bersaglieri "Cernaia", 26º Battaglione bersaglieri "Castelfidardo", 7º Battaglione carri "M.O. Di Dio", 19º Battaglione artiglieria da campagna semovente "Rialto", Compagnia bersaglieri controcarri "Garibaldi", Compagnia genio pionieri "Garibaldi" e Battaglione logistico "Garibaldi". La bandiera di guerra e le tradizioni dell'8º Reggimento bersaglieri vennero ereditate dal 3º Battaglione bersaglieri "Cernaia". Dal disciolto 8º Reggimento bersaglieri vennero costituiti il 26º Battaglione bersaglieri "Castelfidardo", costituito a Pordenone, sulla base del XII Battaglione bersaglieri e il 7º Battaglione carri "M.O. Di Dio", per ridenominazione del VII Battaglione carri. A questi reparti si aggiunse dal 1º luglio 1976 l'11º Battaglione bersaglieri "Caprera", ereditato dal disciolto 182º Reggimento fanteria corazzato "Garibaldi".
Il reparto si è prodigato nelle operazioni di soccorso alle popolazioni colpite dal terremoto del Friuli del 1976 e in Campania nel 1980. Per l'intervento in Friuli la brigata è stata insignita della medaglia d'argento al Valor civile, mentre il Comune di Osoppo le ha conferito la cittadinanza onoraria.
Nel 1983, al comando del Tenente colonnello Sergio Carnevale, il 3º Battaglione bersaglieri "Cernaia" prese parte in Libano, nell'ambito del contingente italiano della forza multinazionale di pace alla missione "Libano 2", con il compito di presiedere e proteggere alcuni campi palestinesi, dai primi di ottobre alla fine di dicembre, sostituendo il 67º Battaglione meccanizzato "Montelungo". Il rientro del 3º Battaglione bersaglieri "Cernaia" in Patria segnò l'inizio del graduale disimpegno di ITALCON dal Libano, che si sarebbe concluso il 26 febbraio 1984. Alla missione il 3º Battaglione bersaglieri "Cernaia" prese parte rinforzato da tre compagnie provenienti dall'11º Battaglione bersaglieri "Caprera", dal 26º Battaglione bersaglieri "Castelfidardo" e dal 23º Battaglione bersaglieri "Castel di Borgo".
Nel giugno del 1991, con il trasferimento dell'8ª Brigata meccanizzata "Garibaldi" in Campania, il 3º Battaglione bersaglieri "Cernaia" venne trasferito a Caserta, partecipando dal dicembre 1992 al gennaio 1993, all'Operazione Vespri siciliani per il mantenimento dell'ordine pubblico nella zona di Palermo.

### La ricostituzione del 1993

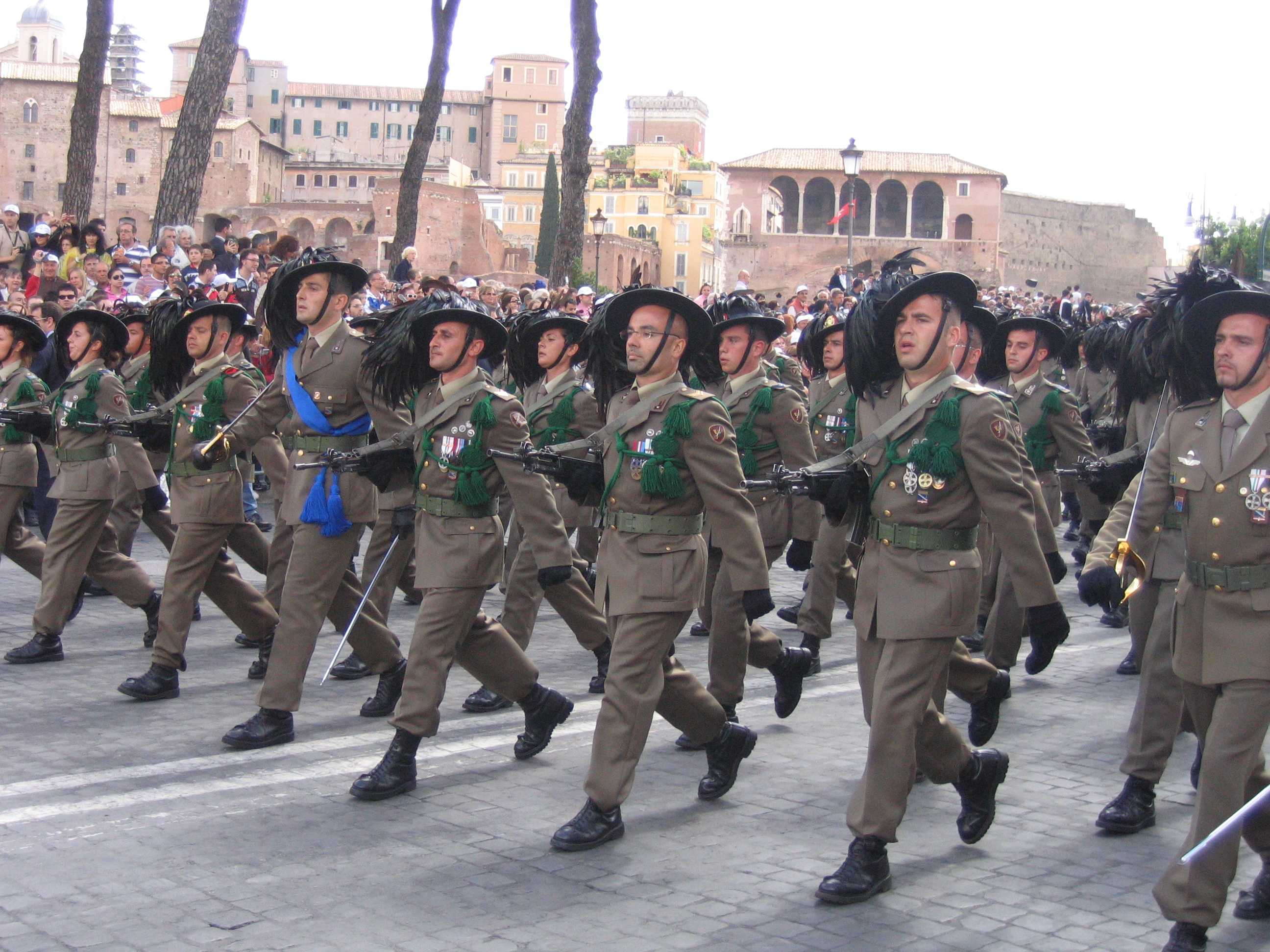
8º Reggimento bersaglieri in sfilata per la Festa della Repubblica italiana il 2 giugno 2007 a Roma

Nel 1993 il 3º battaglione bersaglieri Cernaia perse la propria autonomia e venne inquadrato nel ricostituito 8º Reggimento bersaglieri. 
L'8º Reggimento bersaglieri ha partecipato a tutte le missioni fuori area che hanno visto impegnata la Brigata bersaglieri "Garibaldi". Nel corso degli anni novanta, in seguito alle guerre scatenatesi nei Balcani in seguito alla dissoluzione della ex Jugoslavia il reggimento fa operato in Bosnia, Albania, Macedonia e Kosovo.
Tra dicembre 1995 e maggio 1996, il Reggimento, inquadrato nel contingente ITALFOR nell'ambito dell'operazione multinazionale Joint Endeavour in Bosnia Erzegovina, ha operato, fin dall'inizio della missione, per oltre cinque mesi, meritano la medaglia d'argento al valore dell'esercito.
Tra dicembre 1998 e marzo 1999 alcuni paesi NATO, tra cui l'Italia hanno rischierato in Macedonia un contingente di forze terrestri (operazione Joint Guarantor) con lo scopo di fare da deterrente contro eventuali infiltrazioni in Macedonia, di fare pressioni sul governo serbo e di operare come forza di esfiltrazione (extraction force), in favore degli osservatori internazionali, qualora si fossero presentati pericoli. In tale circostanza il 3º Battaglione bersaglieri "Cernaia", al comando del Tenente colonnello Giuseppe Nicola Tota ha costituito l'ossatura dell'Italian Battle Group nell'ambito dell'Operazione Joint Guarantor come componente italiana della Extraction Force della NATO.
Nel nuovo millennio l'8º Reggimento Bersaglieri è stato impegnato in Iraq nell'ambito dell'Operazione Antica Babilonia e in Afghanistan nell'ambito del programma NATO ISAF OMLT (Operational Mentor and Liaison Team).

## Sedi del reggimento
- Palermo 1871/73
- Milano 1873/79
- Treviso 1879/82
- Reggio Emilia 1882/85
- Napoli 1885/87
- Asti 1887/92
- Torino 1892/97
- Ancona 1897/99
- Napoli 1899/05
- Palermo 1905/13
- Verona 1913/20
- Firenze 1920/26
- Verona 1926/43
- Pordenone 1949/75
- Pordenone 1975/91 (3º Battaglione bersaglieri "Cernaia")
- Caserta 1991/93 (3º Battaglione bersaglieri "Cernaia")
- Caserta 1993

## Onorificenze
Nella sua storia l'8º Reggimento bersaglieri ha meritato le seguenti onorificenze alla bandiera:

## Stemma
Scudo: d'azzurro alla banda nebulosa d'argento, accostata a sinistra da un silfio reciso d'oro, alla campagna di rosso alla croce d'argento (Novara); il tutto abbassato al capo d'oro.
Corona turrita.
Ornamenti esteriori:
lista bifida: d'oro, svolazzante, collocata sotto la punta dello scudo, incurvata con la concavità rivolta verso l'alto, riportante il motto: Velox ad impetum
Onorificenza: accollata alla punta dello scudo con l'insegna pendente al centro del nastro con i colori della stessa
Nastri rappresentativi delle ricompense al Valore: annodati nella parte centrale non visibile della corona turrita, scendenti svolazzanti in sbarra ed in banda dal punto predetto, passando dietro la parte superiore dello scudo.
Sintesi della blasonatura:
Scudo di forma Sannitica.
- Lo scudo pieno con lo smalto d'azzurro (simbolo di amor di Patria e di lealtà) è espressione della gloria militare conseguita dal reggimento su tutti i campi di battaglia ove lo stesso è stato chiamato a combattere.
- La banda nebulosa ricorda l'appartenenza dell'8º alla Divisione corazzata "Ariete" in quanto la banda, in passato, è stata inserita negli stemmi di reparti della stessa Grande Unità.
- La presenza del reggimento in Africa Settentrionale nel corso della seconda Guerra Mondiale è sottolineata dal silfio di Cirenaica.
- L'arme di Novara nella punta dello scudo (argento e rosso sono colori che coincidono con quelli del vecchio Piemonte) ricorda la battaglia combattuta nel 1848 alla quale parteciparono con valore i battaglioni confluiti poi nell'8º alla sua costituzione.
- Il capo d'oro simboleggia le due massime ricompense al V.M. concesse al reggimento.

## Insegne
- Il Reggimento indossa il fregio dei Bersaglieri in metallo di colore oro: bomba da granatiere con fiamma a sette lingue, cornetta da cacciatore e due carabine intrecciate. A differenza dei trofei delle altre armi, dove la fiamma sale dritta, quella del Bersagliere è inclinata, fuggente, quasi a rappresentare la corsa, l'assalto… la vita e la generosità.
- Le mostrine del Reggimento sono le fiamme a due punte di colore cremisi; alla base della mostrina si trova la stella argentata a 5 punte bordata di nero, simbolo delle forze armate italiane

## Festa del reggimento
- La festa del reggimento come per tutti i reggimenti bersaglieri, cade il 18 giugno, anniversario della costituzione della specialità (1836).

## Armi e mezzi in dotazione
Informazioni ricavate dalla pagina dell'8º Reggimento bersaglieri sul sito dello Stato Maggiore dell'Esercito.

### Armamento
- Pistola automatica "BERETTA 92 FS" cal.9
- Fucile d'assalto "AR 70/90" cal. 5,56
- Fucile d'assalto "BERETTA ARX160"
- Arma di reparto "MINIMI" cal. 5,56
- Arma di reparto "MG 42/59" cal. 7,62 NATO
- Arma di reparto Browning cal. 12,7
- OD 82/SE
- Mortaio rigato da 120 mm

### Mezzi
- Land Rover AR 90
- VCC Dardo
- M106
- M113